# Ainring
Ainring település Németországban, azon belül Bajorországban. Lakosainak száma 10 002 fő (2023. december 31.). Ainring Freilassing, Saaldorf-Surheim, Anger, Teisendorf, Piding és Wals-Siezenheim községekkel határos.

## Népesség
A település népessége az elmúlt években az alábbi módon változott:
| Lakosok száma | 1182 | 5040 | 7196 | 8099 | 9569 | 9634 | 9659 | 9758 | 9885 | 10 002 |
|               | 1875 | 1950 | 1975 | 1987 | 2012 | 2014 | 2016 | 2017 | 2021 | 2023   |

## Fekvése
Salzburgtól nyugatra fekvő település.

## Története
A vidék és Ainring is 1799-ig Salzburghoz tartozott, és csak a bajor örökösödési háborút követően került Bajorországhoz.
A település kedvelt üdülőhely, mely fölött a lankákat sűrű erdők fedik. Igen szép kilátás nyílik innen a Berchtesgadeni-Alpok és a Salzburgi-Alpok vidékére.

## Galéria

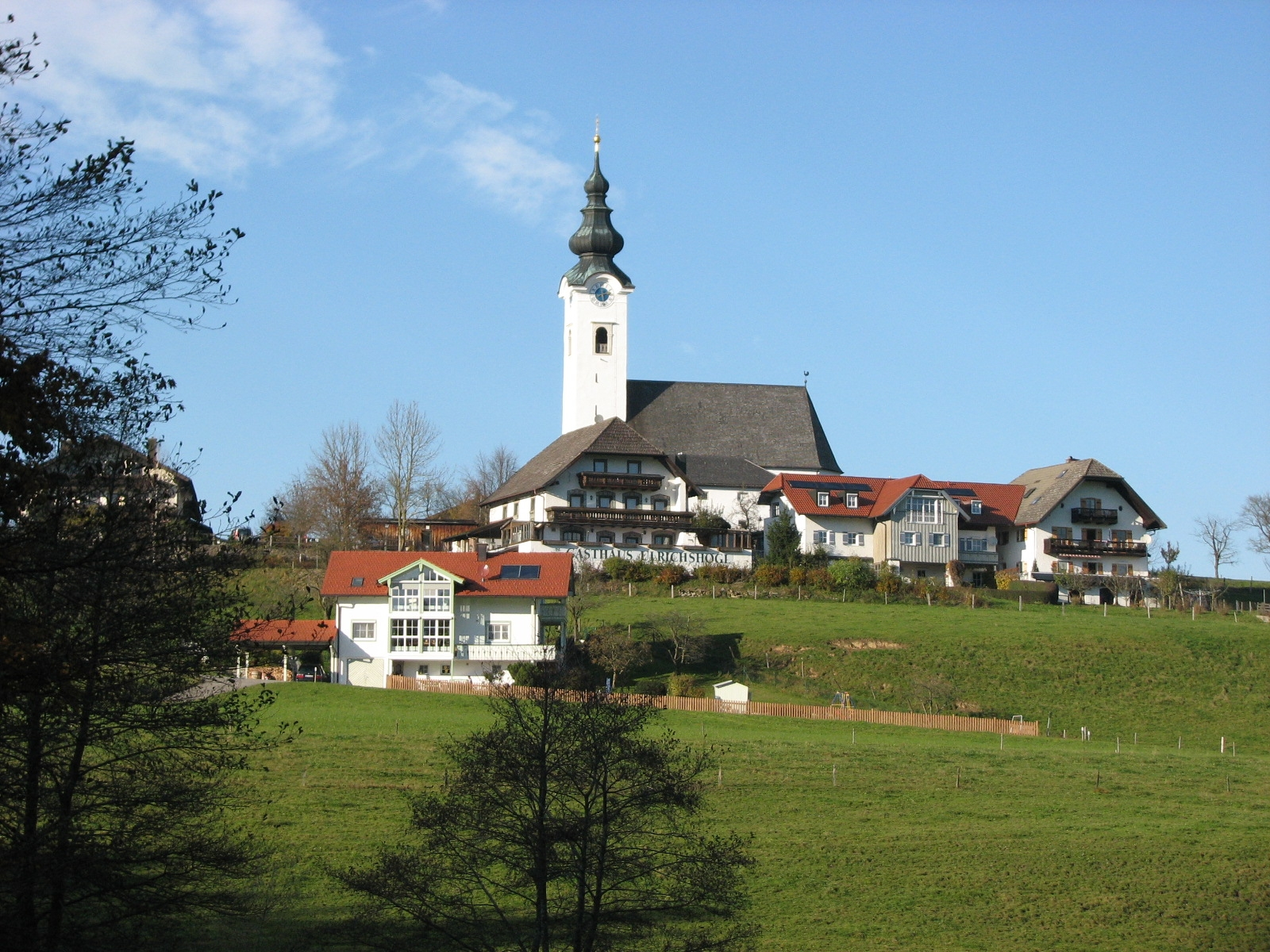
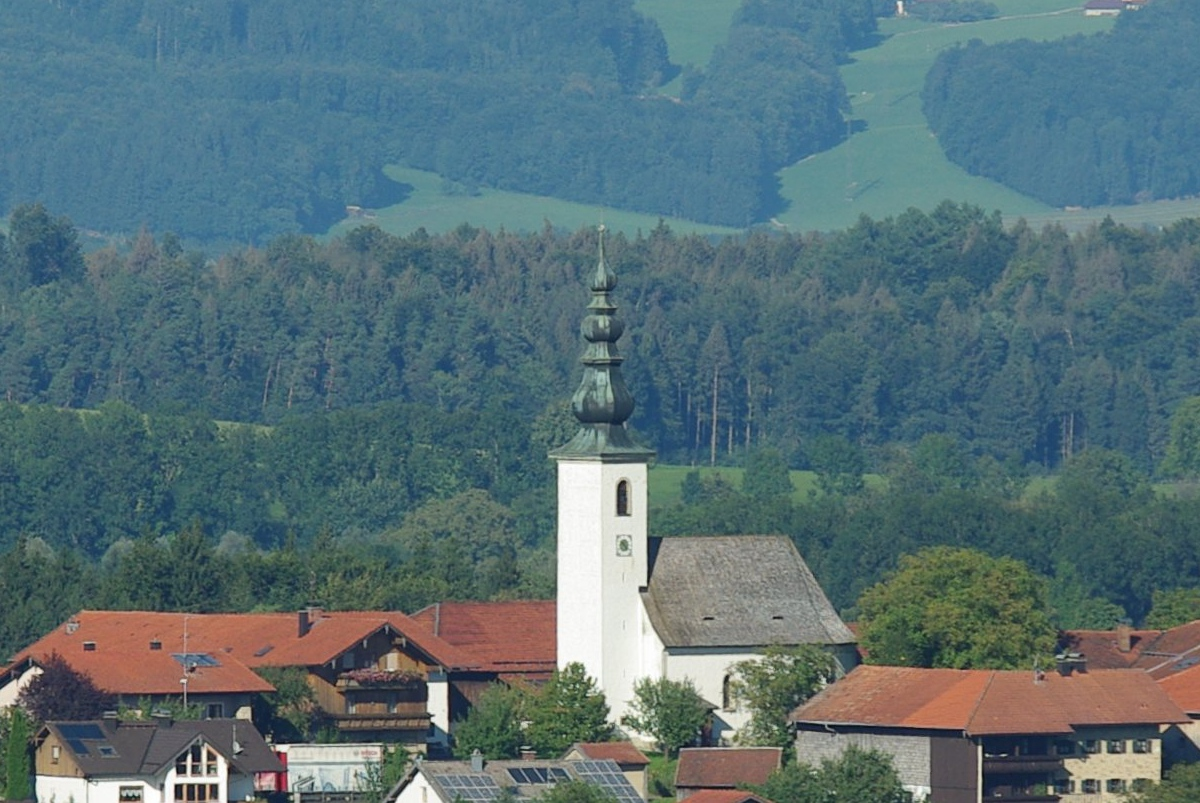
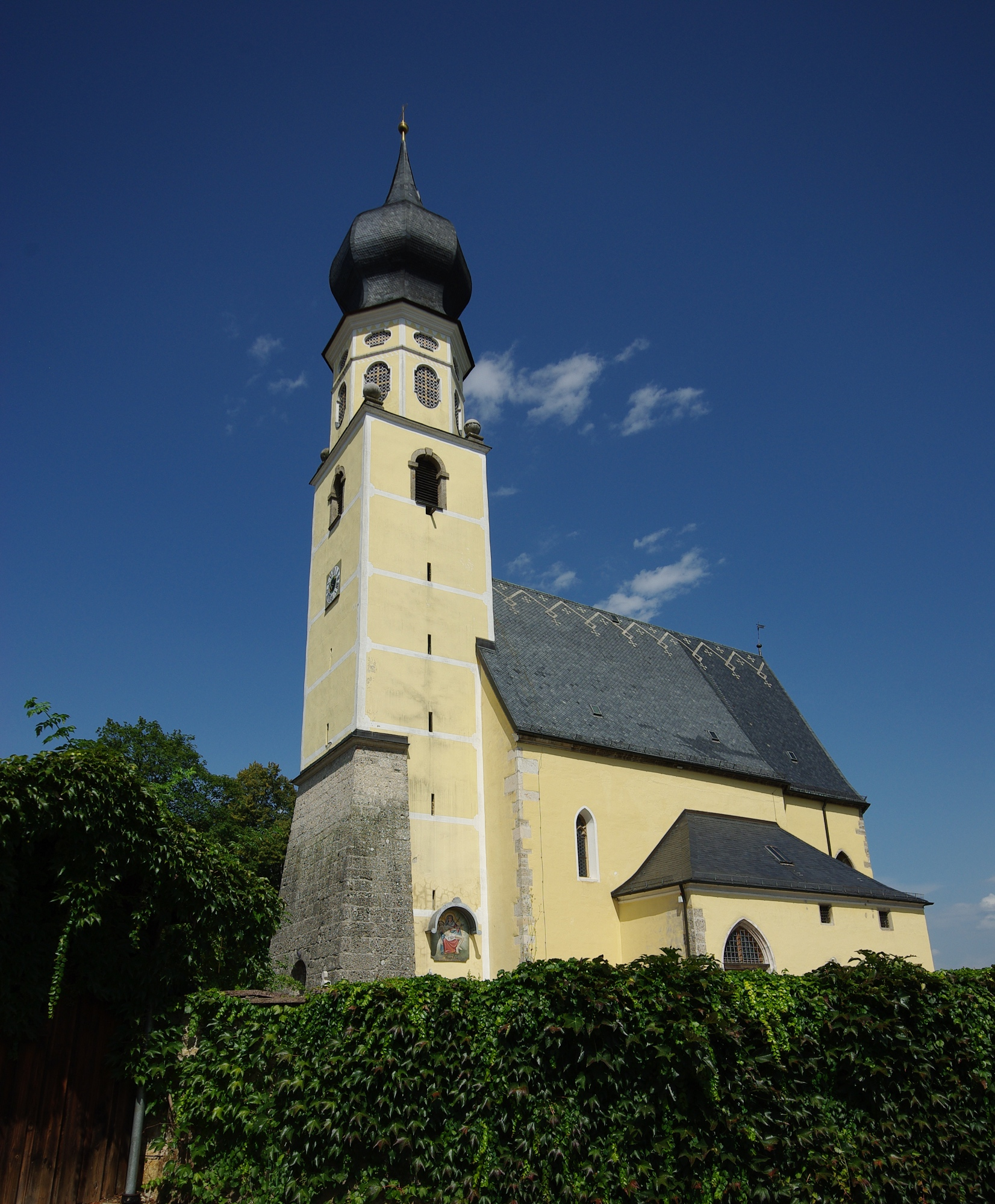
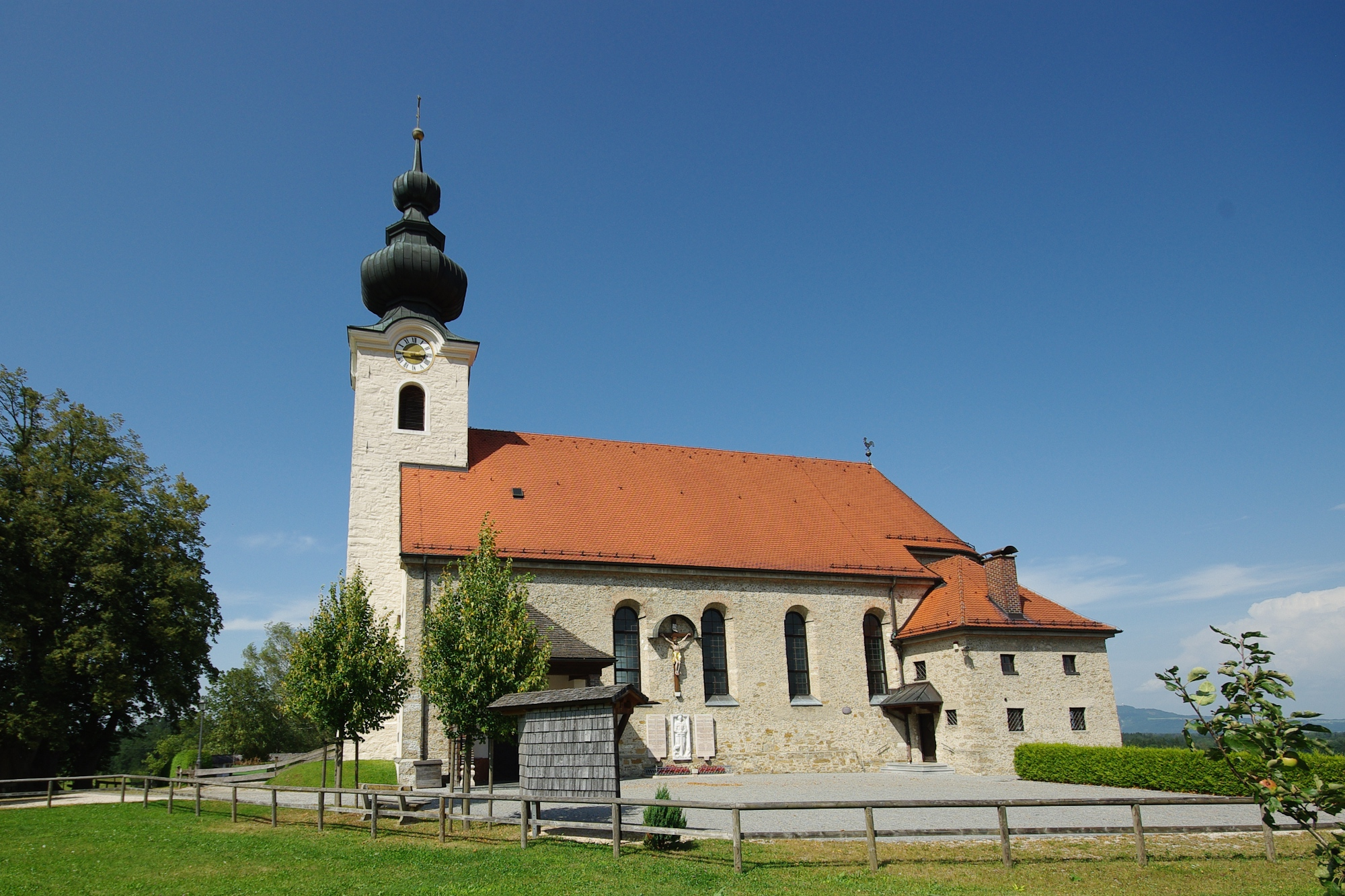
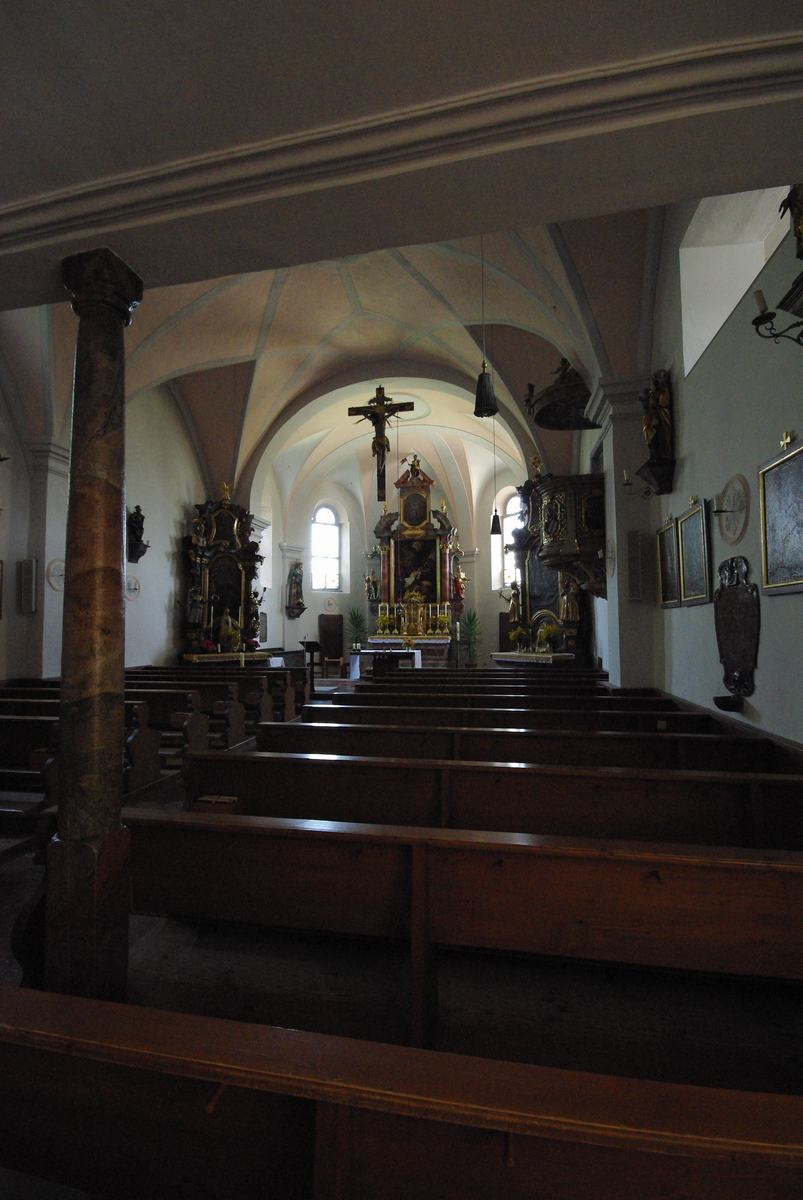
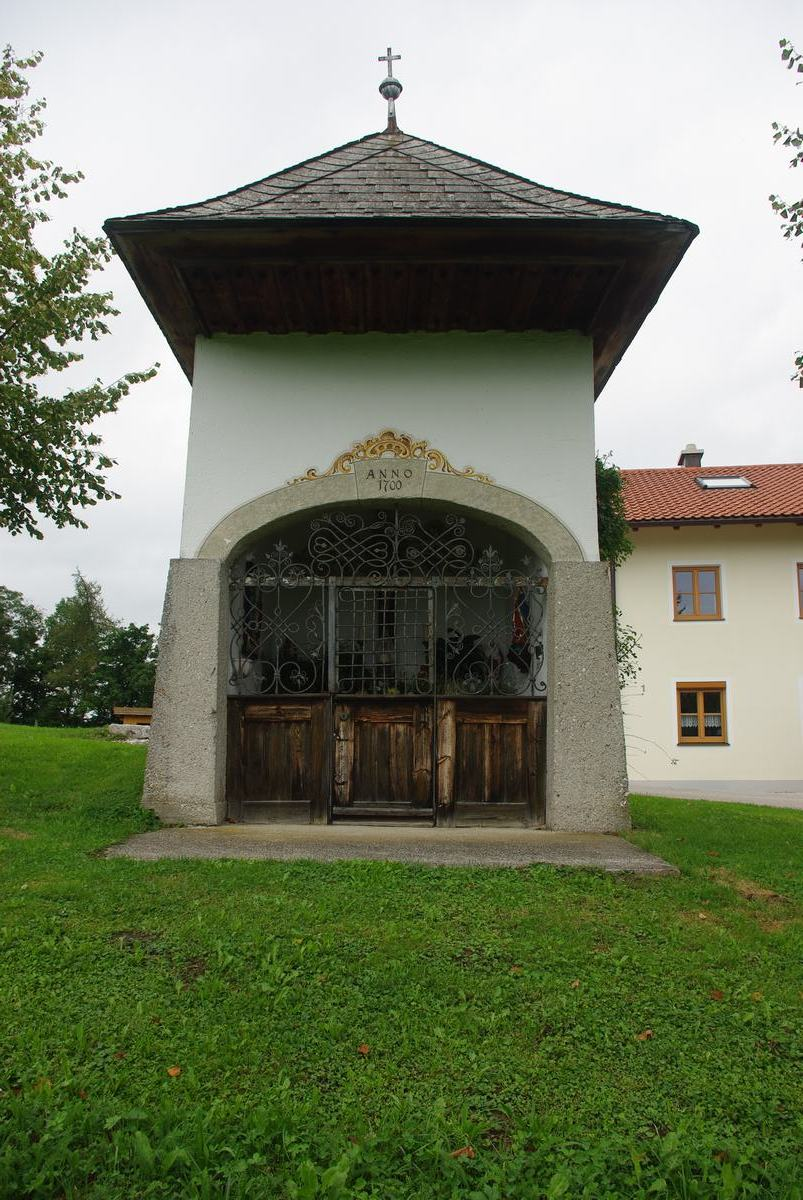
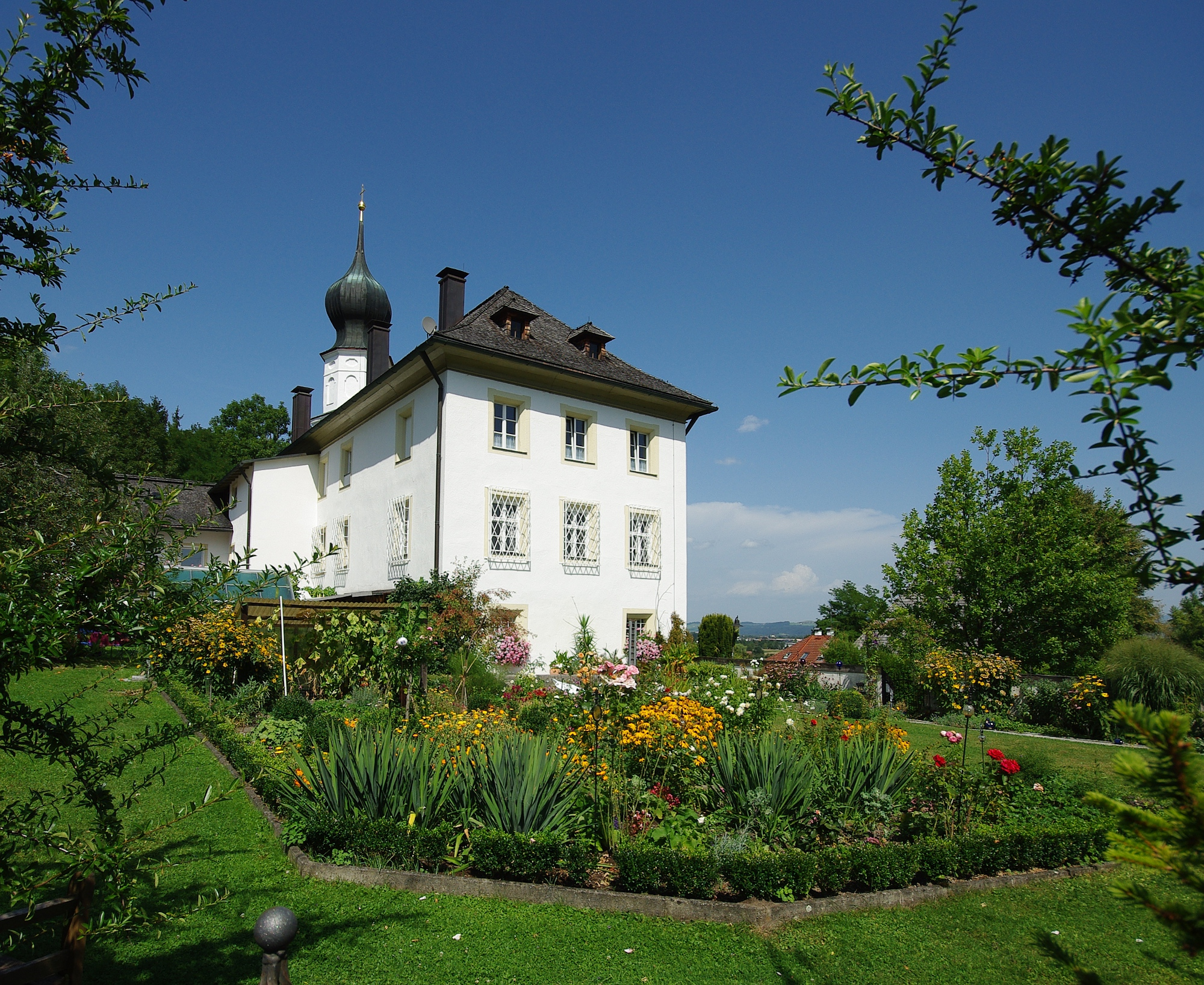
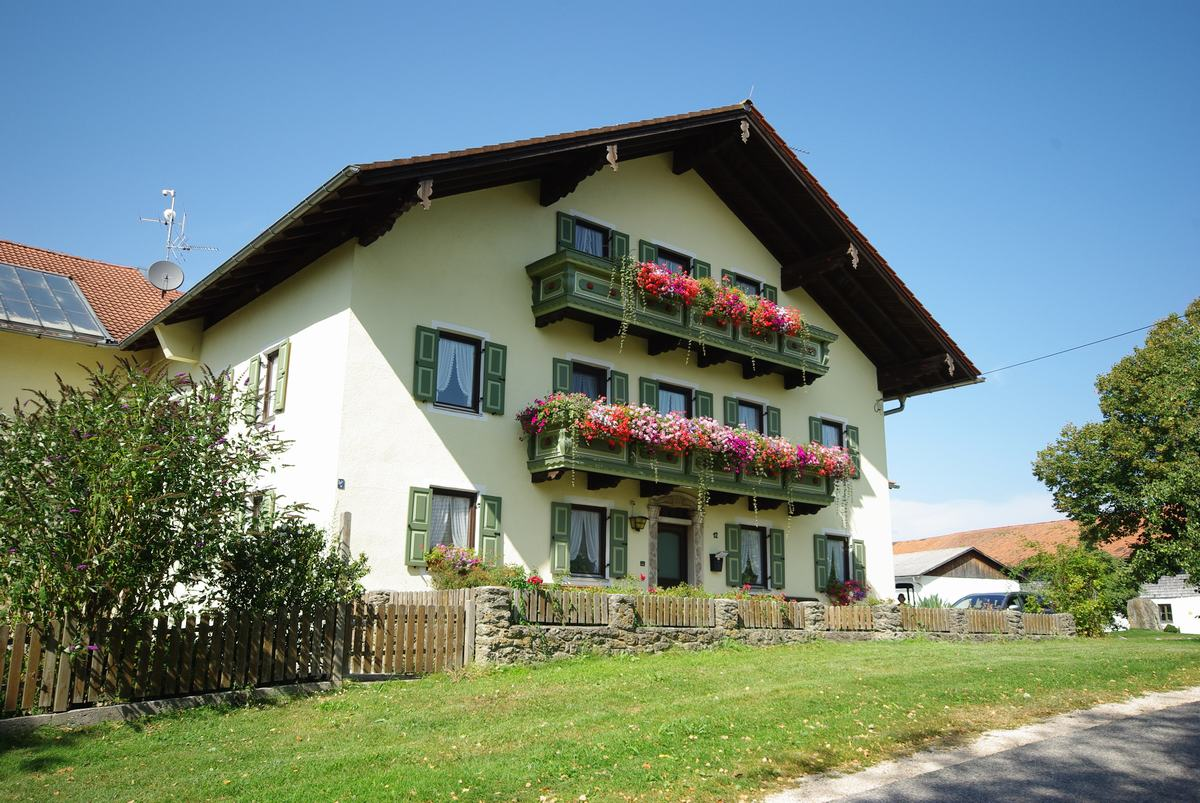
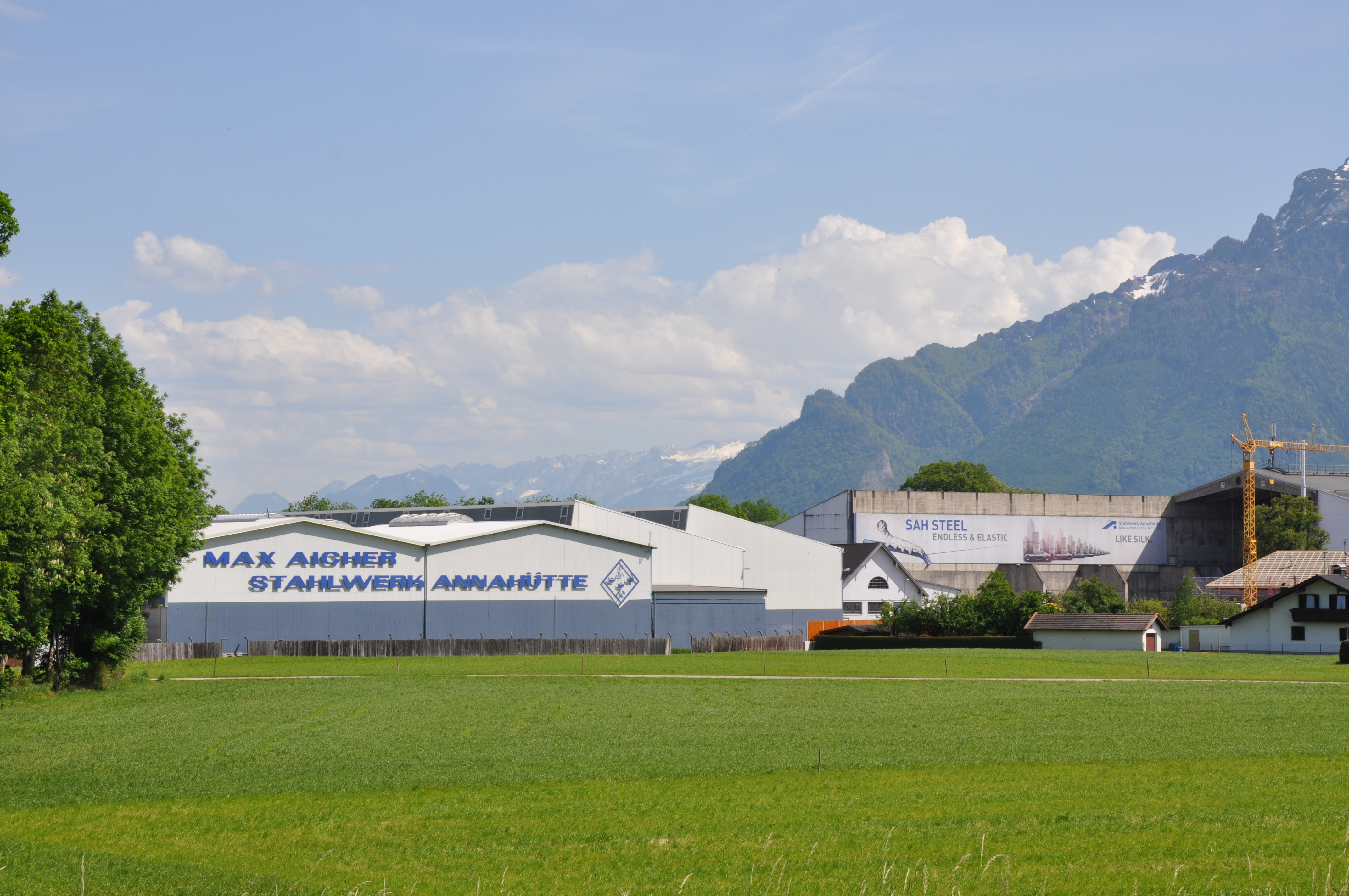
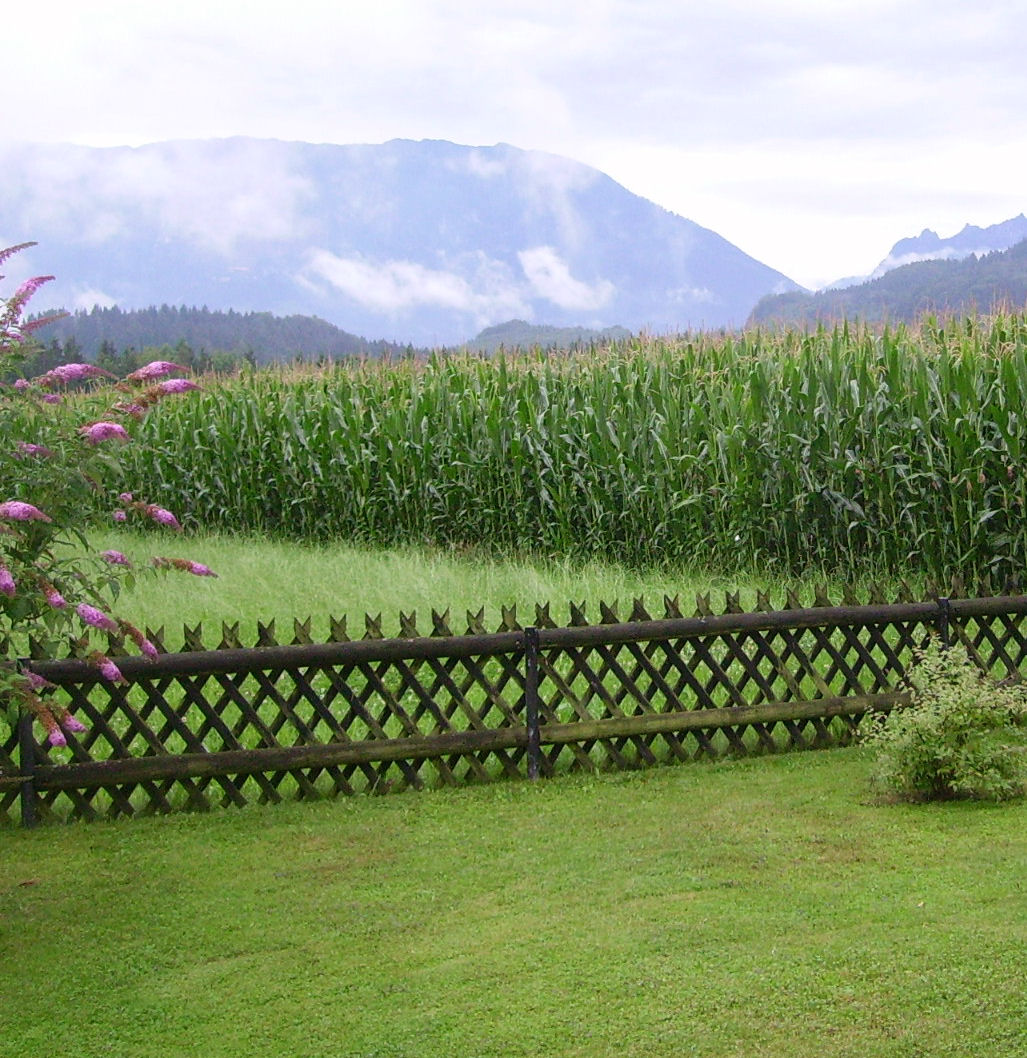
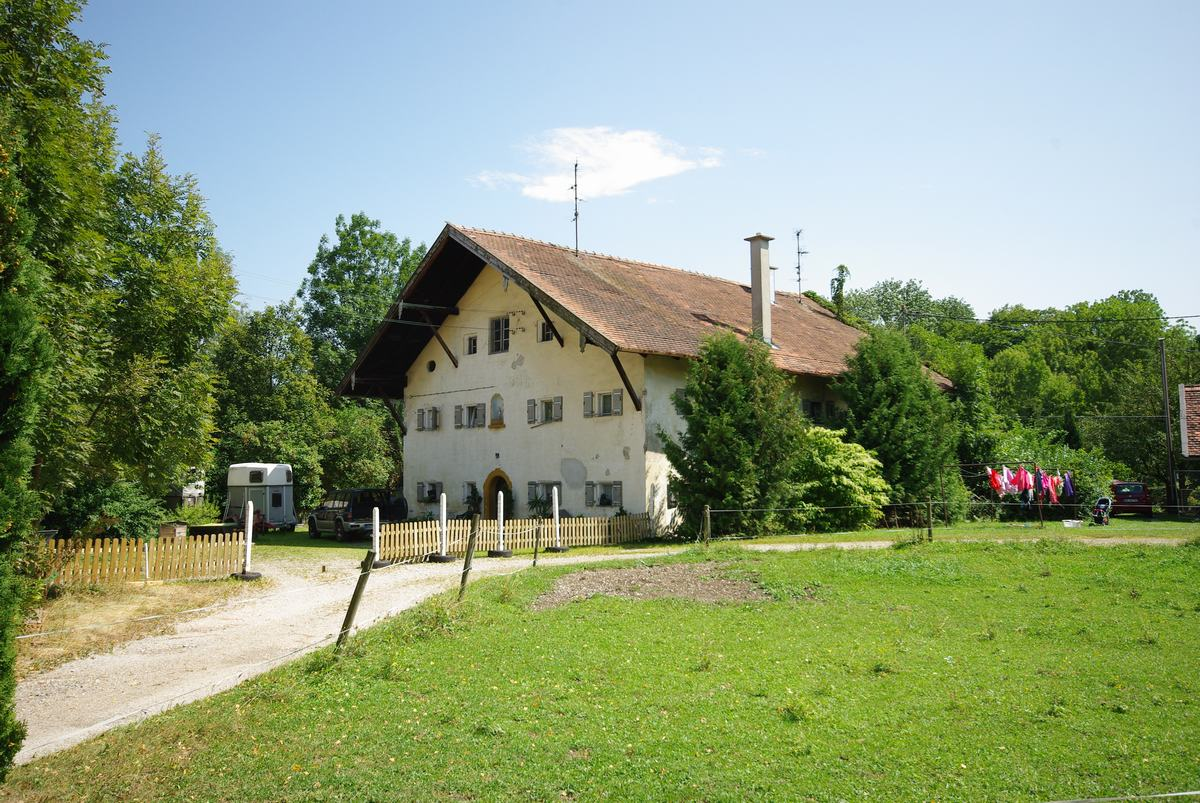
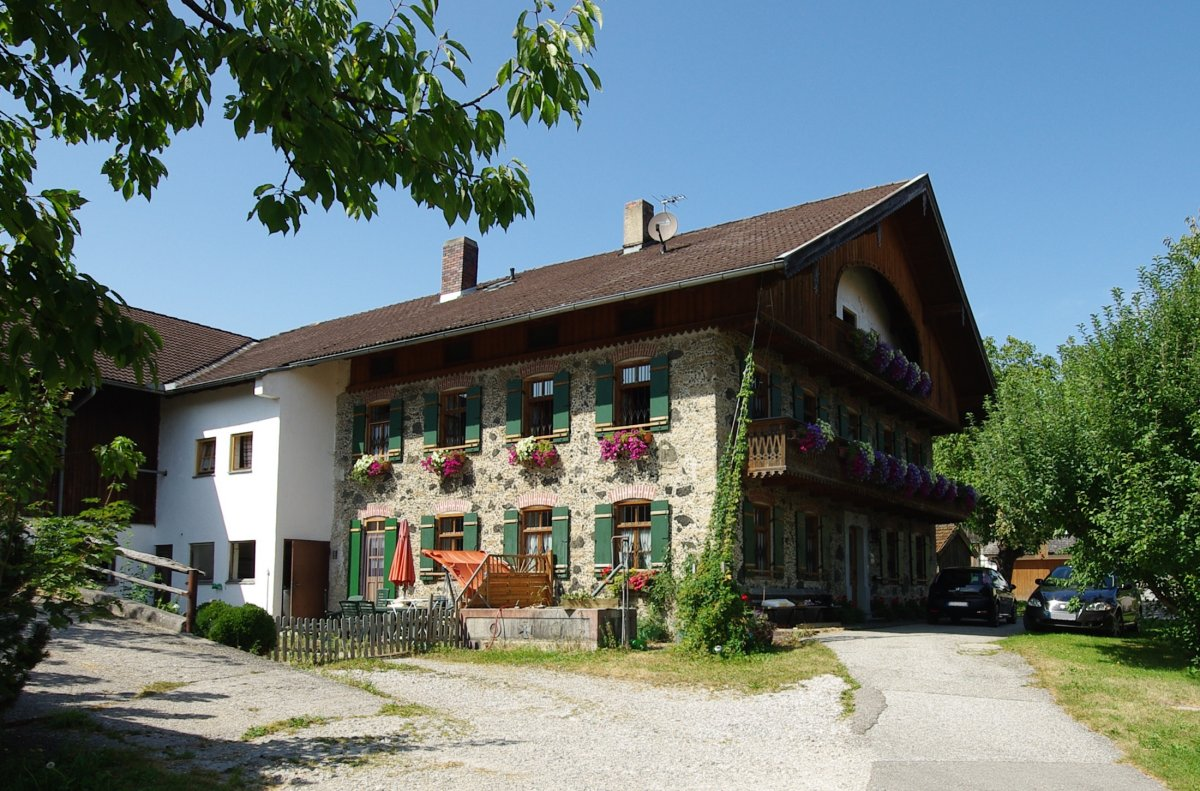